# 創画会
一般社団法人創画会（そうがかい）は、日本画のみを対象とした独創的表現を発表する絵画の公募展、研究会および講習会の開催などを実施している日本の美術団体のひとつ。

## 概要
1948年（昭和23年）1月、「我等は世界性に立脚する日本絵画の創造を期す」と宣言して前身となる「創造美術」が結成された。結成にあたっては日展および院展系東京作家6名（山本丘人、福田豊四郎、吉岡堅二、橋本明治、加藤栄三、高橋周桑）と京都作家7名（上村松篁、奥村厚一、沢宏靱、向井久万ら）が参加した。その後1951年に別団体であった新制作派協会と合流、新制作日本画部と改名した。1974年5月より日本画部会員37名全員によって創画会を創立した。
なお、前身創造美術の結成会員である橋本明治と加藤栄三の2名は1951年に当団体を脱退、日展に復帰している。
2012年（平成24年）6月より一般社団法人。

## 創画展
1948年9月の第1回展が初開催で、春秋2回の公募展を通年開催しており、院展、日展と並び称される。